# Carl Gustav Rehnskiöld
Grof Carl Gustav Rehnskiöld, švedski feldmaršal, * 6. avgust 1651, † 29. januar 1722.
Kljub temu, da velja za enega najboljših švedskih generalov vseh časov, ni mogel preprečiti vojaškega vzpona Rusije in posledičnega padca švedske vojaško-politične vplivne sfere. Tako je leta 1709–1718 preživel v ruskem vojnem ujetništvu.